# VM i ishockey 1952
VM i ishockey 1952 var det 19. VM i ishockey, og det blev spillet i to niveauer. De ni bedste hold spillede i den olympiske ishockeyturnering ved vinter-OL 1952 i Oslo, der gjaldt som det egentlige verdensmesterskab (A-VM), og som blev spillet i perioden 15. – 25. februar 1952. For de europæiske hold gjaldt mesterskabet endvidere som det 30. EM i ishockey. De øvrige seks hold spillede B-verdensmesterskab i Liège, Belgien, i perioden 15. – 22. marts 1952.
Canada blev verdensmester for 15. gang – og olympiske mestre for sjette gang. Sølvmedaljerne gik til USA, mens bronzemedaljen måtte afgøres i en ekstra kamp, efter at Sverige og Tjekkoslovakiet sluttede med lige mange point og samme målforskel. Sverige vandt duellen 5-3 og snuppede dermed bronzen og deres 6. EM-titel. Turneringen markerede også afslutningen på Schweiz' storhedstid som ishockeynation. Den centraleuropæiske medaljekandidat sluttede skuffende midt i tabellen.

## Verdensmesterskabet
Uddybende artikel: Ishockey ved vinter-OL 1952
| Slutstilling | Slutstilling    | Kampe | Vundn. | Uafgj. | Tabte | Mål   | Point |
| ------------ | --------------- | ----- | ------ | ------ | ----- | ----- | ----- |
| Guld         | Canada          | 8     | 7      | 1      | 0     | 71-14 | 15    |
| Sølv         | USA             | 8     | 6      | 1      | 1     | 43-21 | 13    |
| Bronze       | Sverige         | 8     | 6      | 0      | 2     | 48-19 | 12    |
| 4.           | Tjekkoslovakiet | 8     | 6      | 0      | 2     | 47-18 | 12    |
| 5.           | Schweiz         | 8     | 4      | 0      | 4     | 40-40 | 8     |
| 6.           | Polen           | 8     | 2      | 1      | 5     | 21-56 | 5     |
| 7.           | Finland         | 8     | 2      | 0      | 6     | 21-60 | 4     |
| 8.           | Vesttyskland    | 8     | 1      | 1      | 6     | 21-53 | 3     |
| 9.           | Norge           | 8     | 0      | 0      | 8     | 15-46 | 0     |
Bronzekamp
| 25.2. | Sverige - Tjekkoslovakiet | 5-3 | 0-2, 1-1, 4-0 |

### Slutstillinger
| VM 1952 | VM 1952         |
| ------- | --------------- |
| Guld    | Canada          |
| Sølv    | USA             |
| Bronze  | Sverige         |
| 4.      | Tjekkoslovakiet |
| 5.      | Schweiz         |
| 6.      | Polen           |
| 7.      | Finland         |
| 8.      | Vesttyskland    |
| 9.      | Norge           |

| EM 1952 | EM 1952         |
| ------- | --------------- |
| Guld    | Sverige         |
| Sølv    | Tjekkoslovakiet |
| Bronze  | Schweiz         |
| 4.      | Polen           |
| 5.      | Finland         |
| 6.      | Vesttyskland    |
| 7.      | Norge           |

## B-VM
| Dato  | Kamp                     | Res. |
| ----- | ------------------------ | ---- |
| 15.3. | Frankrig - Holland       | 7-3  |
| 16.3. | Belgien - Italien        | 1-3  |
| 16.3. | Østrig - Holland         | 5-5  |
| 17.3. | Belgien - Storbritannien | 5-1  |
| 17.3. | Østrig - Italien         | 5-1  |
| 18.3. | Storbritannien - Holland | 8-1  |
| 18.3. | Belgien - Frankrig       | 3-3  |
| 19.3. | Italien - Holland        | 5-3  |

| Dato  | Kamp                      | Res. |
| ----- | ------------------------- | ---- |
| 20.3. | Storbritannien - Frankrig | 10-0 |
| 20.3. | Belgien - Østrig          | 7-10 |
| 21.3. | Italien - Frankrig        | 14-5 |
| 21.3. | Storbritannien - Østrig   | 2-1  |
| 22.3. | Østrig - Frankrig         | 11-4 |
| 22.3. | Storbritannien - Italien  | 7-3  |
| 22.3. | Belgien - Holland         | 1-7  |

| B-VM | B-VM           | Kampe | Vundn. | Uafgj. | Tabte | Mål   | Point |
| ---- | -------------- | ----- | ------ | ------ | ----- | ----- | ----- |
| 1.   | Storbritannien | 5     | 4      | 0      | 1     | 28-10 | 8     |
| 2.   | Østrig         | 5     | 3      | 1      | 1     | 39-19 | 7     |
| 3.   | Italien        | 5     | 3      | 0      | 2     | 26-21 | 6     |
| 4.   | Holland        | 5     | 1      | 1      | 3     | 19-26 | 3     |
| 5.   | Belgien        | 5     | 1      | 1      | 3     | 17-24 | 3     |
| 6.   | Frankrig       | 5     | 1      | 1      | 3     | 19-41 | 3     |